# Artajona
Artajona (Artaxoa en basque) est une ville et une municipalité de la communauté forale de Navarre (Espagne). Elle est située dans la zone hispanophone de la communauté et à 31 km de sa capitale, Pampelune. Le castillan y est la seule langue officielle : le basque n’y a aucun statut officiel.

## Localités limitrophes
Mendigorría, Obanos, Añorbe, Barásoain, Garínoain, Pueyo, Tafalla et Larraga.

## Histoire
La ville est fortifiée au Haut-Moyen-Âge par des immigrants d'Occitanie.

## Administration
Elle est située dans la mérindade d'Olite.

## Démographie

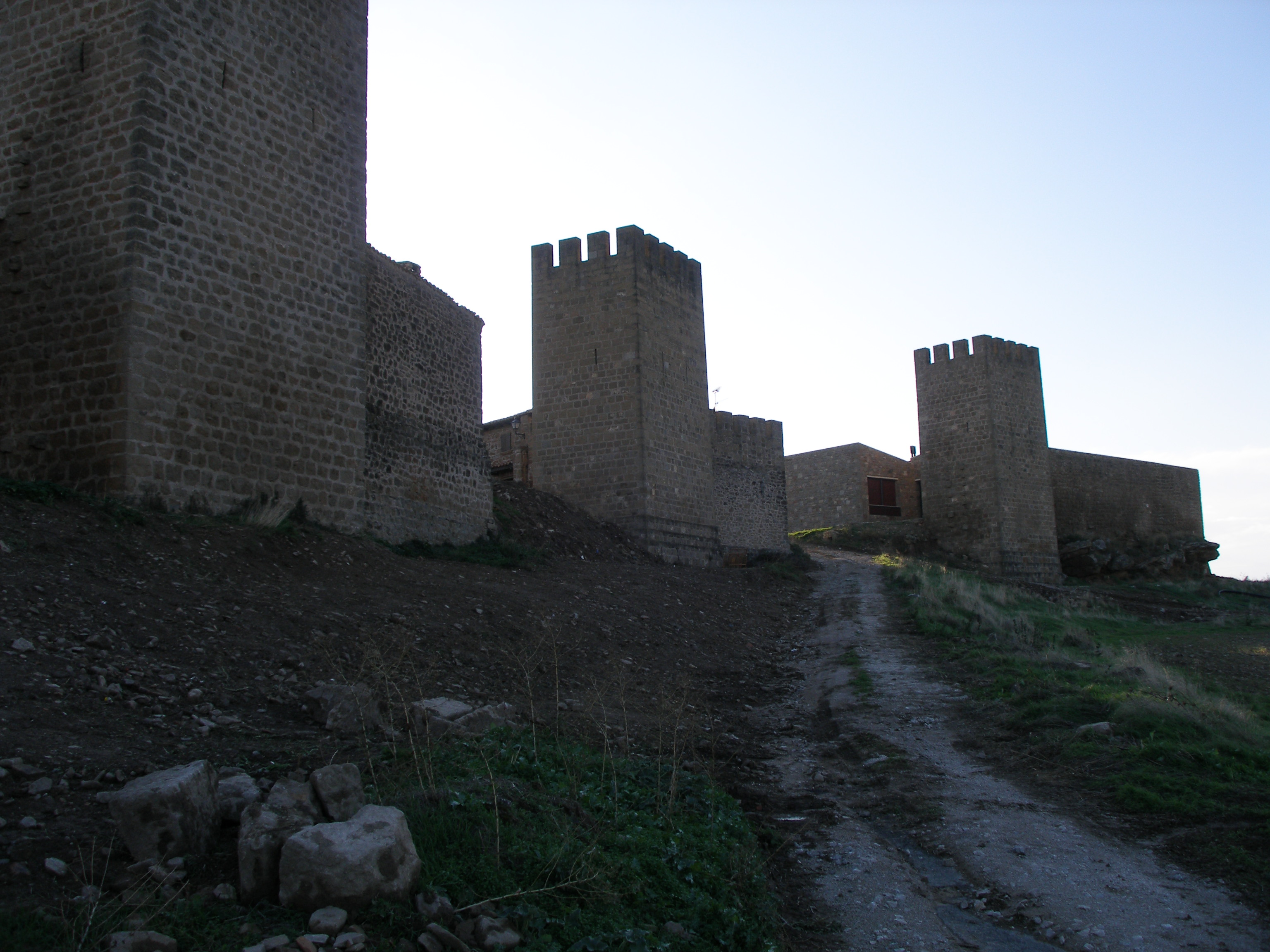
Les murailles

| Évolution démographique                                  | Évolution démographique | Évolution démographique | Évolution démographique | Évolution démographique | Évolution démographique | Évolution démographique | Évolution démographique | Évolution démographique | Évolution démographique | Évolution démographique |
| 1996                                                     | 1998                    | 1999                    | 2000                    | 2001                    | 2002                    | 2003                    | 2004                    | 2005                    | 2006                    | 2007                    |
| -------------------------------------------------------- | ----------------------- | ----------------------- | ----------------------- | ----------------------- | ----------------------- | ----------------------- | ----------------------- | ----------------------- | ----------------------- | ----------------------- |
| 1 676                                                    | 1 637                   | 1 689                   | 1 679                   | 1 674                   | 1 717                   | 1 699                   | 1 666                   | 1 700                   | 1 715                   | 1 710                   |
| Sources: Artajona et instituto de estadística de navarra |                         |                         |                         |                         |                         |                         |                         |                         |                         |                         |

## Patrimoine

### Patrimoine civil
- El Cerco. Enceinte d'une muraille du XIe siècle de l'ensemble fortifié de la Navarre, dont il ne reste aujourd'hui que 9 tours crénelées sur les 14 d'origine.
- Dolmens
- Enceinte médiévale

### Patrimoine religieux
L'église de San Saturnino du XIIIe siècle.
Ermitage de nuestra Señora de Jerusalem - talla de la Virgen de Jérusalem

## Personnalités
- Saturnino de Lasterra : capitaine navarrais né au XIe siècle ayant pris part à la première croisade en Terre Sainte (1096-1099) aux côtés de l'infant Ramiro de Navarre. Sa bravoure au combat lui vaut alors l'estime de Godefroy de Bouillon, qui l'anoblit.
- Maravillas Lamberto (1922-1936), adolescente de 14 ans arrêtée le 15 août 1936 avec son père Vicente Lamberto par la Garde civile d'Artajona pendant la guerre d'Espagne. Elle est violée et fusillée par les nationalistes. Les autorités de Navarre lui rendent hommage de nos jours[1].
- José María Jimeno Jurío (Artajona, 17 mai 1927 - Pampelune, 3 octobre 2002), un historien et ethnographe espagnol, qui fit ses études en Navarre. Il faisait partie des carlistes.

## Légendes
Arrivée de la vierge de Jérusalem. La grotte Santa Catalina. Le royaume d'Artajona.

### Sources
- (es) Cet article est partiellement ou en totalité issu de l’article de Wikipédia en espagnol intitulé « Artajona » (voir la liste des auteurs).